# 울프 수학상
울프 수학상(The Wolf Prize in Mathematics)은 거의 매년 울프 재단에 의해 수여되는 수학상이다.
1978년부터 울프 재단이 시상하기 시작한 울프상의 6개 부문 중 하나이다. 기타 부문은 농학, 화학, 의학, 물리학 그리고 예술 부문이다. 좀 더 권위가 있는 필즈상은 4년마다 40세 이하의 수학자들에게만 수여되기 때문에, 아벨상이 생기기 전까지 울프상은 "수학 부문의 노벨상"이라 부르기에 가장 가까운 수학상으로 간주되었다.

## 수상자
| 연도      | 이름                         | 국적                  | 업적 |
| 1978      | 이즈라일 겔판트              | 소련                  | 기능 분석, 그룹 표현 분야의 연구, 수학과 그 응용의 여러 분야에 대해 공헌                                                                      |
| 1978      | 카를 루트비히 지겔           | 독일                  | 수 이론, 여러 복소 변수 이론, 천체 역학에 대해 공헌                                                                                           |
| 1979      | 장 르레                      | 프랑스                | 미분방정식 연구에 대한 위상학적 방법의 개발과 적용에 대한 선구적인 연구                                                                       |
| 1979      | 앙드레 베유                  | 프랑스                | 수론에 대한 대수적-기하학적 방법을 영감을 받아 도입한 공로                                                                                    |
| 1980      | 앙리 카르탕                  | 프랑스                | 대수 위상수학, 복소 변수, 상동 대수학 분야의 선구적인 연구와 한 세대의 수학자들의 영감을 받은 리더십에 대한 공로                              |
| 1980      | 안드레이 콜모고로프          | 소련                  | 푸리에 분석, 확률 이론, 에르고딕 이론 및 역학 시스템의 심오하고 독창적인 발견                                                                 |
| 1981      | 라르스 알포르스              | 핀란드                | 기하학적 함수 이론의 획기적인 발견과 강력하고 새로운 방법의 창조에 기여                                                                       |
| 1981      | 오스카 자리스키              | 미국                  | 교환 대수학과의 융합을 통해 대수 기하학에 대한 현대적인 접근 방식의 창시                                                                      |
| 1982      | 해슬러 휘트니                | 미국                  | 대수 위상수학, 미분 기하학, 미분 위상수학 분야의 기초 연구에 기여                                                                             |
| 1982      | 마르크 크레인                | 소련                  | 기능 분석과 그 응용에 대한 그의 근본적인 공헌                                                                                                 |
| 1983/1984 | 천싱선                       | 중국/미국             | 모든 수학에 깊은 영향을 미친 전역미분기하학에 대한 뛰어난 공헌                                                                                |
| 1983/1984 | 에르되시 팔                  | 헝가리                | 정수론, 조합론, 확률, 집합론, 수학적 분석에 대한 수많은 공헌과 전 세계 수학자들을 개인적으로 자극한 공로                                      |
| 1984/1985 | 고다이라 구니히코            | 일본                  | 복소 다양체와 대수 변종 연구에 뛰어난 공헌 |
| 1984/1985 | 한스 레비                    | 미국                  | 고전적이고 필수적인 편미분 방정식의 많은 개발을 시작한 공로                                                                                   |
| 1986      | 사무엘 에일렌베르크          | 폴란드/미국           | 대수적 위상수학과 상동적 대수학에 대한 근본적인 연구                                                                                          |
| 1986      | 아틑레 셀베르그              | 노르웨이              | 정수론과 이산군, 자동형태에 관한 심오하고 독창적인 연구                                                                                       |
| 1987      | 이토 기요시                  | 일본                  | 순수확률이론과 응용확률이론, 특히 확률론적 미분과 적분의 창설에 근본적인 공헌을 한 공로                                                       |
| 1987      | 럭스 페테르                  | 헝가리/미국           | 분석 및 응용수학의 다양한 분야에 뛰어난 공헌을 한 공로                                                                                        |
| 1988      | 프리드리히 히르체부르흐      | 독일                  | 위상수학, 대수기하학, 미분기하학, 대수 정수론을 결합한 뛰어난 작품 그리고 수학적 협력과 연구를 장려한 공로                                    |
| 1988      | 라르스 회르만데르            | 스웨덴                | 현대 분석의 기본 작업, 특히 유사 미분 연산자와 푸리에 적분 연산자를 선형 편미분 방정식에 적용하는데 기여한 공로                               |
| 1989      | 알베르토 칼데론              | 아르헨티나            | 단수 적분 연산자에 대한 획기적인 연구와 이를 편미분 방정식의 중요한 문제에 적용한 공로                                                        |
| 1989      | 존 밀너                      | 미국                  | 대수적, 조합적, 미분적 관점에서 위상수학의 중요한 새로운 지평을 열었던 기하학의 매우 독창적인 발견을 한 공로                                  |
| 1990      | 엔니오 데 조르지             | 이탈리아              | 편미분 방정식과 변분법에 대한 그의 혁신적인 아이디어와 근본적인 업적을 남긴 공로                                                              |
| 1990      | 일리야 퍄테츠키샤피로        | 소련/이스라엘         | 동종 복합 도메인, 이산 그룹, 표현 이론 및 자동 형태 분야에 대해 근본적인 기여를 한 공로                                                       |
| 1991      | 수상자 없음                  | 수상자 없음           | 수상자 없음 |
| 1992      | 렌나르트 칼레손              | 스웨덴                | 푸리에 분석, 복합 분석, 준등각 매핑 및 동적 시스템에 대한 근본적인 기여                                                                       |
| 1992      | 존 그리그슨 톰프슨           | 미국                  | 유한군 이론의 모든 측면과 수학의 다른 분야와의 연결에 대해 심오한 기여를 한 공로                                                              |
| 1993      | 미하일 레오니도비치 그로모프 | 러시아/프랑스         | 전역 리만 기하학, 대칭 기하학, 대수 위상수학, 기하군 이론 및 편미분 방정식 이론에 대해 혁명적인 기여를 한 공로                                |
| 1993      | 자크 티츠                    | 벨기에/프랑스         | 대수학 및 기타 그룹의 구조 이론, 특히 건물 이론에 대한 선구적이고 근본적인 공헌                                                               |
| 1994/1995 | 위르겐 모저                  | 스위스/미국           | 해밀턴 역학의 안정성에 관한 근본적인 연구와 비선형 미분 방정식에 대한 심오하고 영향력 있는 기여를 한 공로                                     |
| 1995/1996 | 로버트 랭글랜즈              | 캐나다                | 정수론, 자동형 및 그룹 표현 분야에 대한 선구적인 연구와 통찰을 한 공로                                                                        |
| 1995/1996 | 앤드루 와일스                | 영국                  | 정수론 및 관련 분야에 대한 놀라운 공헌, 근본적인 추측에 대한 주요 발전, 페르마의 마지막 정리 정립                                             |
| 1996/1997 | 조지프 켈러                  | 미국                  | 특히 전자기, 광학, 음향파 전파와 유체, 고체, 양자 및 통계 역학에 대한 그의 심오하고 혁신적인 공헌                                             |
| 1996/1997 | 야코프 그레고리예비치 시나이 | 러시아/미국           | 통계 역학의 수학적으로 엄격한 방법과 역학 시스템의 에르고딕 이론 및 물리학에서의 응용에 대한 근본적인 공헌                                    |
| 1998      | 수상자 없음                  | 수상자 없음           | 수상자 없음 |
| 1999      | 로바스 라슬로                | 헝가리/미국           | 조합론, 이론 컴퓨터 과학 및 조합 최적화에 대한 뛰어난 공헌                                                                                    |
| 1999      | 엘리아스 스타인              | 미국                  | 고전 및 유클리드 푸리에 분석에 대한 공헌과 뛰어난 강의 및 저술을 통해 새로운 세대의 분석가에게 탁월한 영향을 미친 공로                        |
| 2000      | 라울 보트                    | 헝가리/미국           | 위상수학과 미분기하학에 대한 심층적인 발견과 이를 리 군. 미분 연산자 및 수학 물리학에 적용한 공로                                             |
| 2000      | 장피에르 세르                | 프랑스                | 위상수학, 대수기하학, 대수학, 정수론에 대한 많은 근본적인 공헌                                                                                |
| 2001      | 블라다미르 아르놀트          | 러시아                | 동역학 시스템, 미분 방정식, 특이점 이론 등 다양한 수학 분야에서 심도 있고 영향력 있는 연구를 수행한 공로                                      |
| 2001      | 사하론 셸라흐                | 이스라엘              | 수학적 논리학과 집합론, 그리고 수학의 다른 부분 내에서의 응용에 대한 그의 많은 근본적인 공헌                                                  |
| 2002/2003 | 사토 미키오                  | 일본                  | 초함수 이론, 미시 함수 이론, 홀로노믹 양자 장 이론, 솔리톤 방정식의 통합 이론을 포함한 대수학 분석 창안                                       |
| 2002/2003 | 존 테이트                    | 미국                  | 대수적 정수론의 기본 개념을 창안한 공로 |
| 2004      | 수상자 없음                  | 수상자 없음           | 수상자 없음 |
| 2005      | 그레고리 마르굴리스          | 러시아/미국           | 대수학, 특히 반단순 리 군의 격자 이론에 대한 그의 기념비적인 공헌과 이를 에르고딕 이론, 표현 이론, 수 이론, 조합론 및 측정 이론에 적용한 공로 |
| 2005      | 세르게이 노비코프            | 러시아                | 대수학과 미분위수학, 수리물리학, 특히 대수기하학 방법의 도입에 대한 근본적이고 선구적인 공헌을 한 공로                                        |
| 2006/2007 | 스티븐 스메일                | 미국                  | 미분 위상수학, 동역학 시스템, 수리경제학 및 기타 수학 과목을 형성하는 데 근본적인 역할을 한 그의 획기적인 공헌                                |
| 2006/2007 | 힐렐 퓌릇스텐베르크          | 미국/이스라엘         | 에르고딕 이론, 확률, 위상학적 동역학, 대칭 공간 및 균질 흐름 분석에 대해 공헌한 공로                                                          |
| 2008      | 피에르 들리뉴                | 벨기에                | 혼합 호지 이론에 대한 연구, 베유 추측, 리만-힐베르트 일치, 산술에 대한 공헌을 한 공로                                                         |
| 2008      | 필립 오거스터스 그리피스     | 미국                  | 호지 구조의 변형에 대한 연구, 아벨 적분 기간 이론, 복잡한 미분 기하학에 대한 공헌                                                             |
| 2008      | 데이비드 멈퍼드              | 미국                  | 대수적 표면에 대한 연구, 기하학적 불변 이론, 그리고 곡선 계수와 세타 함수에 대한 현대 대수학 이론의 기초를 마련                               |
| 2009      | 수상자 없음                  | 수상자 없음           | 수상자 없음 |
| 2010      | 야우싱퉁                     | 미국                  | 기하학과 물리학의 여러 분야에 심오하고 극적인 영향을 미친 기하학적 분석 분야의 업적을 남긴 공로                                               |
| 2010      | 데니스 설리번                | 미국                  | 대수적 위상수학과 등각 역학에 대한 그의 혁신적인 공헌                                                                                         |
| 2011      | 수상자 없음                  | 수상자 없음           | 수상자 없음 |
| 2012      | 마이클 애쉬바커              | 미국                  | 유한군론에 대한 연구 |
| 2012      | 루이스 카파렐리              | 아르헨티나            | 편미분 방정식에 관한 연구 |
| 2013      | 조지 모스토                  | 미국                  | 기하학과 거짓말군 이론에 대한 근본적이고 선구적인 공헌                                                                                        |
| 2013      | 마이클 아틴                  | 미국                  | 가환적 및 비가환적 측면 모두에서 대수기하학에 대한 그의 근본적인 공헌                                                                         |
| 2014      | 피터 사르낙                  | 남아프리카공화국/미국 | 분석, 정수론, 기하학, 조합론에 깊은 공헌 |
| 2015      | 제임스 아서                  | 캐나다                | 미량 공식에 대한 기념비적인 연구와 환원적 그룹의 동형 표현 이론에 대한 근본적인 공헌                                                          |
| 2016      | 수상자 없음                  | 수상자 없음           | 수상자 없음 |
| 2017      | 리처드 쇼엔                  | 미국                  | 기하학적 분석에 대한 기여와 편미분 방정식과 미분 기하학의 상호 연관성에 대한 이해                                                             |
| 2017      | 찰스 페퍼먼                  | 미국                  | 복잡한 다변량 분석, 편미분 방정식, 하위 타원 문제를 비롯한 다양한 수학 분야에 기여한 공로                                                     |
| 2018      | 알렉산드르 베일린손          | 러시아/미국           | 기하학과 수리물리학의 접점에서 상당한 연구를 한 공로                                                                                          |
| 2018      | 블라디미르 드린펠트          | 우크라이나/미국       | 기하학과 수리물리학의 접점에서 상당한 연구를 한 공로                                                                                          |
| 2019      | 장 프랑수아 르 갈            | 프랑스                | 확률론적 과정 이론에 대한 몇 가지 깊은 공헌을 한 공로                                                                                         |
| 2019      | 그렉 롤러                    | 미국                  | 지워진 루프와 무작위 보행에 대한 포괄적이고 선구적인 연구                                                                                     |
| 2020      | 사이먼 도널드슨              | 영국                  | 미분 기하학과 위상수학에 대한 기여 |
| 2020      | 야코프 엘리아쉬베르크        | 미국                  | 미분 기하학과 위상수학에 대한 기여 |
| 2021      | 수상자 없음                  | 수상자 없음           | 수상자 없음 |
| 2022      | 조지 루스티그                | 루마니아/미국         | 표상 이론 및 관련 분야에 획기적인 공헌 |
| 2023      | 잉그리드 도비치스            | 벨기에/미국           | 웨이블릿 이론과 응용 조화 분석에 대한 연구 |

## 같이 보기
- 필즈상
- 아벨상